# Mitoura smilacis
Mitoura smilacis är en fjärilsart som beskrevs av Jean Baptiste Boisduval och John Lawrence LeConte 1833. Mitoura smilacis ingår i släktet Mitoura och familjen juvelvingar. Inga underarter finns listade i Catalogue of Life.